# Рсаєво
Рса́єво (рос. Рсаево, башк. Рсай) — село у складі Ілішевського району Башкортостану, Росія. Адміністративний центр та єдиний населений пункт Рсаєвської сільської ради.
Населення — 926 осіб (2010; 928 у 2002).
Національний склад:
- башкири — 98 %